# Westford (Vermont)
Pour les articles homonymes, voir Westford.
Westford est une ville de l'État américain du Vermont, située dans le comté de Chittenden. Selon le recensement de 2010, sa population est de 2 029 habitants.

## Démographie
| Groupe            | Westford | Vermont | États-Unis |
| ----------------- | -------- | ------- | ---------- |
| Blancs            | 97,2     | 95,3    | 72,4       |
| Métis             | 1,5      | 1,7     | 2,9        |
| Amérindiens       | 0,4      | 0,4     | 0,9        |
| Asiatiques        | 0,3      | 1,3     | 4,8        |
| Afro-Américains   | 0,3      | 1,0     | 12,6       |
| Autres            | 0,2      | 0,4     | 6,2        |
| Total             | 100      | 100     | 100        |
|                   |          |         |            |
| Latino-Américains | 0,8      | 1,5     | 17,37      |

Selon l'American Community Survey, pour la période 2011-2015, 96,06 % de la population âgée de plus de 5 ans déclare parler l'anglais à la maison, 1,76 % l'espagnol, 1,04 % le français, 0,67 % le tagalog et 0,47 % une autre langue.